# آلفرد روم
آلفرد روم (انگلیسی: Alfred Roome؛ ۲۲ دسامبر ۱۹۰۸ – ۱۹ نوامبر ۱۹۹۷) کارگردان فیلم و تدوین‌گر اهل بریتانیا بود.

## فیلم‌شناسی

### تدوین‌گر
- کار کثیف (۱۹۳۴)
- داستان دو شهر (۱۹۵۸)
- ۳۹ پله (۱۹۵۹)
- توطئه قلب‌ها (۱۹۶۰)
- ادامه بده… تا بالای خیبر (۱۹۶۸)